# Bistum Udupi
Das Bistum Udupi (lateinisch Dioecesis Udupiensis) ist eine in Indien gelegene römisch-katholische Diözese mit Sitz in Udupi. Es umfasst den Distrikt Udupi im Bundesstaat Karnataka.

## Geschichte
Papst Benedikt XVI. gründete es am 16. Juli 2012 mit Gebietsabtretungen des Bistums Mangalore. Erster Ortsordinarius ist Gerald Isaac Lobo.